# Rhaphuma subvarimaculata
Rhaphuma subvarimaculata là một loài bọ cánh cứng trong họ Cerambycidae.